# Tourville-la-Chapelle
Tourville-la-Chapelle era un comune francese di 525 abitanti situato nel dipartimento della Senna Marittima nella regione della Normandia.
Il 1º gennaio 2016 si è fuso con altri 17 comuni per formare il nuovo comune di Petit-Caux di cui è divenuto comune delegato.

## Storia

### Simboli
Lo stemma, creato dal Conseil Français d'héraldique, è stato adottato dal comune il 13 ottobre 2011.

## Società

### Evoluzione demografica
Abitanti censiti